# Samudram (película de 1999)
Samudram (en español, ‘Mar’) es una película de acción en lengua telugu de 1999, producida por SK Bhagavan, DVV Danayya bajo el estandarte de Sri Balaji Art Creations y dirigida por Krishna Vamsi. Está protagonizada por Jagapati Babu, Sakshi Shivanand, Srihari, Prakash Raj, Ravi Teja en los papeles principales y la música compuesta por Shashi Preetam.

## Trama
Sagar (Jagapathi Babu) es un joven despreocupado que lleva una vida feliz con su madre viuda (Sudha), su hermana Chanti (Prathyusha), su novia Rajya Lakshmi (Sakshi Sivanand) y sus amigos. Chepala Krishna (Tanikella Bharani) y su hermano menor Chepala Nani (Ravi Teja) son los contrabandistas más conocidos de Vizag. Krishna tiene la ambición de toda la vida de convertirse en un MLA. Sagar y Nani siempre tienen enfrentamientos desde la infancia. C.I. Srihari (Srihari) es un honesto oficial de policía recién nombrado en esa zona. S.I.Krishnam Raju (Sivaji Raja) es muy leal a él. Aquí Srihari se entera de las actividades criminales de Cheppala Krishna cuando está a punto de presentar su candidatura es arrestado por Srihari y se asegura de que Cheppala Krishna no se presentará a las elecciones. De ahí en adelante, Cheppala Krishna desarrolla una enemistad contra Srihari. Un día Srihari recibe información de que Nani está haciendo contrabando en un lugar determinado. Srihari lo ve y comienza a perseguirlo junto con Krishnam Raju. Al mismo tiempo, Sagar hace los arreglos para el matrimonio de Chanti. Sagar va al bazar a comprar algo. Mientras la banda de persecución, Nani y Krishnam Raju, revelan que trabajan con Chepala Krishna, matan a Srihari. Sagar lo observa todo e intenta rescatar a Srihari, pero está implicado en el caso de asesinato y sentenciado de por vida. Nukaraju (Prakash Raj) es un humilde y recién trasladado agente de policía, que es un ávido admirador del difunto Srihari. La madre de Sagar es hospitalizada cuando se resiste a Nani que trató de abusar del Chanti. Nukaraju está de guardia para acompañar a Sagar al hospital a visitar a la madre de Sagar. Allí Sagar se escapa de Nukaraju, escapa del hospital y ataca a Chapala Krishna, Nani y Krishnam Raju. El resto de la historia es cómo Sagar demuestra su inocencia.

## Reparto
- Jagapati Babu como A.K. Sagar "Boppas Kai".
- Sakshi Shivanand como Rajyalakshmi.
- Srihari como C.I. Srihari.
- Prakash Raj como Conistable Nukaraju.
- Ravi Teja como Chepala Nani.
- Tanikella Bharani como Chepala Krishna.
- Sivaji Raja como S.I. Krishnam Raju.
- CVL Narasimha Rao como la Abogada.
- Devadas Kanakala como el Juez.
- Rajababu como padre de Rajyalakshmi.
- Uttej como amigo de Sagar.
- Sudha como madre de Sagar.
- Prathyusha como Chanti.
- Pruthviraj como el oficial de policía.
- Raasi en un ítem.

## Banda sonora
| Sin título                      | Sin título     |
| ------------------------------- | -------------- |
| Banda Sonora por Shashi Preetam |                |
| Lanzada                         | 1999           |
| Género                          | Banda sonora   |
| Duración                        | 23:58          |
| Discográfica                    | Supreme Music  |
| Productor                       | Shashi Preetam |

Música compuesta por Shashi Preetam. Música lanzada en Supreme Music Company.
| N.º             | Título              | Letras                      | Cantante(s)     | Duración |
| --------------- | ------------------- | --------------------------- | --------------- | -------- |
| 1.              | "Soniye"            | Sirivennela Sitarama Sastry | Shashi Preetam  | 5:04     |
| 2.              | "Muddala Muthayame" | Suddala Ashok teja          | Shashi Preetam  | 5:00     |
| 3.              | "Deeyo Deeyo"       | Sirivennela Sitarama Sastry | Shashi Preetam  | 4:26     |
| 4.              | "Laila O Dlaila"    | Sirivennela Sitarama Sastry | Sowmya Raoh     | 4:40     |
| 5.              | "Hoosh Hoosh"       | Sirivennela Sitarama Sastry | KK, Malik       | 4:44     |
| Duración total: | Duración total:     | Duración total:             | Duración total: | 23:58    |

## Premios
- Premio Nandi al Mejor Villano - Tanikella Bharani.